# Associació Catalana d'Esperanto
|  | Per a altres significats, vegeu « Kea». |

L'Associació Catalana d'Esperanto (esperanto: Kataluna Esperanto-Asocio, KEA) és l'entitat que representa els esperantistes dels Països Catalans. Va ser creada per tal de continuar la labor de la Federació Catalana d'Esperantistes, activa entre 1910 i 1939 i dissolta pel règim franquista. L'associació va ser refundada a Sabadell el 1980, com a Associació Catalana d'Esperanto, i reconeguda oficialment per la Generalitat de Catalunya el 1982. KEA és membre de la Federació d'Organitzacions Catalanes Internacionalment Reconegudes (FOCIR).
Els objectius principals de l'associació són promoure i practicar la llengua internacional en els Països Catalans, així com donar a conèixer la llengua, la literatura i la cultura catalanes arreu del món a través de l'esperanto.

## Història
La Federació Esperantista Catalana (KEF) va ser la precursora de l'actual Associació Catalana d'Esperanto. Fundada a Barcelona el 1910, la KEF va agrupar diverses associacions esperantistes de Catalunya i les Illes Balears, i va tenir un paper crucial en la promoció de l'esperanto fins a la seva dissolució forçada el 1939. Després de ser refundada a Sabadell, com a Associació Catalana d'Esperanto, va reprendre la publicació de la revista Kataluna Esperantisto el 1983 i va tornar a organitzar congressos i jocs florals.
Manuel Casanoves i Casals, sacerdot i activista cultural i pels drets humans i esperantista per tradició familiar, va tenir un paper decisiu en la recuperació de l'associació, sent el primer president de la nova etapa iniciada el 1980. Per la seva banda, Llibert Puig i Gandia, que va aprendre esperanto el 1950, va ser un dels fundadors del Grup d'Esperanto de Sabadell, el primer creat a Catalunya després del 1939. Durant molts anys, Puig va formar part de la junta de l'Associació Catalana d'Esperanto, exercint diverses funcions i ensenyant esperanto a centenars de persones.
El primer congrés de la nova etapa de l'Associació Catalana d'Esperanto va ser el XIX Congrés Català d'Esperanto, celebrat a Sabadell el novembre de 1983.

## Biblioteca-Arxiu
La Biblioteca-Arxiu Petro Nuez és la biblioteca i arxiu de l'Associació, creada el 1997 en honor del gran mestre d'esperanto Pere Nuez Pérez, basant-se en la donació de la seva vídua Maria Garcés i Coll. La secció d'arxiu conté diversos documents administratius i de govern, posteriors a la fundació de l'Associació Catalana d'Esperanto. Hi destaquen també els documents sobre coneguts esperantistes catalans i sobre ciutats on s'han celebrat congressos catalans d'esperanto.

## Congressos catalans d'Esperanto organitzats per KEA
El següent llistat mostra els congressos catalans d'esperanto organitzats des de la fundació de KEA:
- XIX Congrés: Sabadell, 1983[9]
- XX Congrés: Olot, 1984 (en aquest congrés es feu un comunicat per reclamar respecte per les llengües minoritzades)[10]
- XXI Congrés: Sant Cugat del Vallès, 1985
- XXII Congrés: Lleida, 1986
- XXIII Congrés: Barcelona, 1987
- XXIV Congrés: Perpinyà, 1989
- XXV Congrés: Tarragona, 1991
- XXVI Congrés: Alcúdia, 1993
- XXVII Congrés: Mataró, 1995
- XXVIII Congrés: Figueres, 1997
- XXIX Congrés: Manresa, 1999
- XXX Congrés: Girona, 2001
- XXXI Congrés: Sóller, 2002[11]
- XXXII Congrés: Ceret, 2004[12]
- XXXIII Congrés: Amposta, 2006[13]
- XXXIV Congrés: Sabadell, 2008
- XXXV Congrés: Barcelona, 2011[14]
- XXXVI Congrés: Salardú, 2013 (en aquesta ocasió el congrés esdevingué congrés catalano-occità)
- XXXVII Congrés: Mataró, 2015[15]
- XXXVIII Congrés: Àger, 2017
- XXXIX Congrés: Castelldefels, 2022
- XL Congrés: Vic, 2024

El XXXIX Congrés Català d'Esperanto s'havia de celebrar l'any 2020 a Lluc (Mallorca), però fou ajornat degut a la pandèmia del SARS-CoV-2.